# Phytoseius petentis
Phytoseius petentis är en spindeldjursart som beskrevs av Chaudhri, Akbar och Rasool 1979. Phytoseius petentis ingår i släktet Phytoseius och familjen Phytoseiidae. Inga underarter finns listade i Catalogue of Life.